# Ukajba
Ukajba (arab. عقيبة) – miejscowość w Syrii, w muhafazie Aleppo. W 2004 roku liczyła 1040 mieszkańców.